# Matthäus Merian
Matthäus Merian der Ältere (Basileia, 22 de setembro de 1593 - Bad Schwalbach, 19 de junho de 1650), ou Mateus Merian, o Velho (em português), foi um gravurista suíço que trabalhou em Frankfurt a maior parte de sua carreira, onde também manteve sua editora.

## Biografia

### Início da vida e casamentos
Nascido na cidade suíça de Basileia, Merian aprendeu a arte da gravura em cobre em Zurique. Em seguida, trabalhou e estudou em Estrasburgo, Nancy e Paris, antes de retornar a Basileia em 1615. No ano seguinte, mudou-se para Frankfurt, na Alemanha, onde trabalhou na editora de Johann Theodor de Bry, filho do viajante e renomado gravurista Theodor de Bry.
Em 1617, Merian casou-se com Maria Magdalena de Bry, filha do editor, e associou-se durante um tempo a editora de Bry. Em 1620, eles se mudaram para Basileia, mas três anos mais tarde retornaram a Frankfurt. Eles tiveram quatro filhas e três filhos. Maria Magdalena de Bry morreu em 1645 e posteriormente Matthäus se casou com Johanna Catharina Hein. Cinco anos depois, Matthäus morreu, deixando a mulher com duas crianças pequenas, Maria Sibylla Merian (nascida em 1647), que mais tarde tornou-se ilustradora e naturalista pioneira, e um filho, Maximilian, que morreu antes de completar três anos.

### Carreira

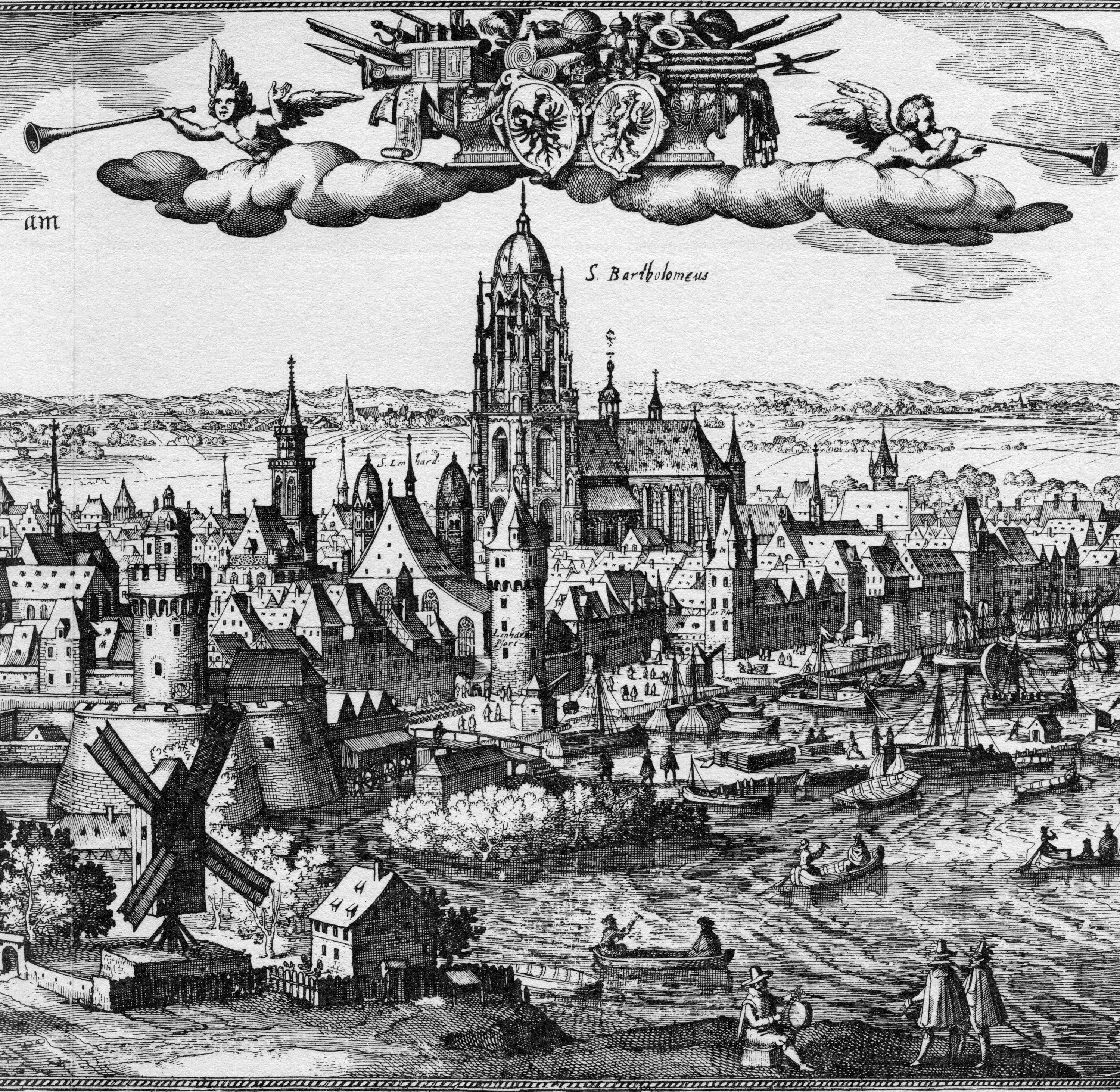
Frankfurt ca. 1612; gravura de Matthäus Merian

Em 1623 Merian assumiu a editora de seu sogro, após a morte de Bry. Em 1626 tornou-se um cidadão de Frankfurt e pôde, doravante, trabalhar como um editor independente. Passou a maior parte de sua vida trabalhando em Frankfurt.
No início de sua vida, tinha criado mapas urbanísticos detalhados em seu estilo original, por exemplo, um mapa de Basileia (1615) e um mapa de Paris (1615). Com Martin Zeiler (1589 - 1661), um geógrafo alemão, e mais tarde (cerca de 1640) com o seu próprio filho, Matthäus Merian (o jovem, 1621 - 1687), produziu a série Topographia. O conjunto de 21 volumes foi coletivamente conhecido como Topographia Germaniae. O trabalho inclui vários mapas urbanísticos e vistas, bem como mapas da muitos países e um mapa-múndi, que tornou-se tão popular que foi reimpresso em muitas edições. Ele também assumiu e concluiu as partes posteriores e edições de Grand Voyages e Petits Voyages, originalmente iniciadas por de Bry em 1590.
O trabalho de Merian inspirou o trabalho Suecia antiqua et hodierna de Erik Dahlbergh.
Matthäus Merian morreu após vários anos doente, em 1650, em Bad Schwalbach, perto de Wiesbaden.
Após sua morte, seus filhos Matthäus e Caspar assumiram a editora. Eles continuaram publicando, sob o nome de Merian Erben (os Herdeiros de Merian), as obras Topographia Germaniae e Theatrum Europaeum.